# 幽靈列車

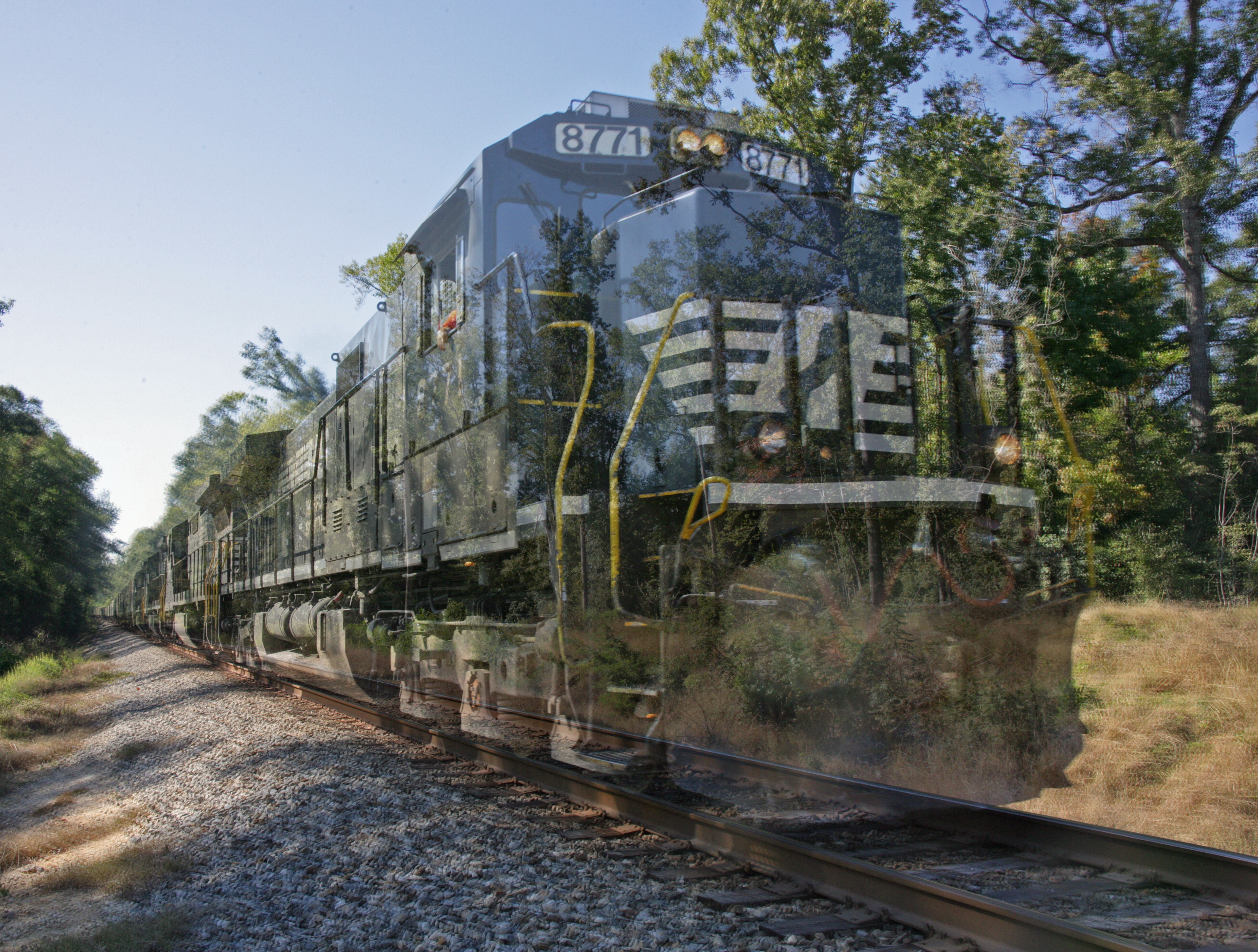
幽靈列車的概念圖像

幽靈列車，又稱鬼列車，是指鬼故事或都市傳說中出現的一種媒介元素，即一種幽靈交通工具，通常以火車或鐵路機車為主。與其他傳統形式的鬧鬼不同，幽靈列車並非是鬼魂存在的固定地點，而是整列列車即是幽靈本身。

## 地理分佈
根據許多不同地區的報告指出，在火車曾是主要的交通工具的地方都出現過幽靈列車。有關幽靈列車的報告包括加拿大、日本、瑞典、英國，以及美國許多州份。

## 日本

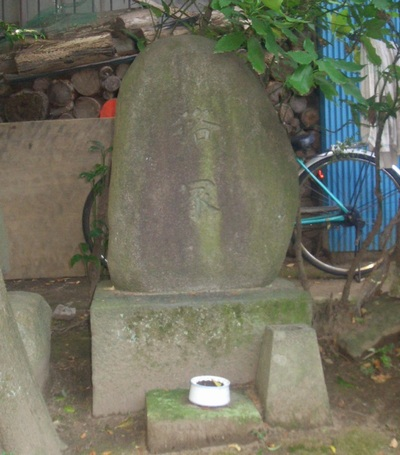
東京都葛飾區龜有・見性寺的「狢塚」

在日本，「偽汽車」或「幽靈機關車」是一個關於化狸的幽靈/假冒/鬼魂蒸汽機車的民間傳說。在1910年前後已經廣為流傳，該故事大多說是狐狸、貉等在傳說中被提及具有變身能力的動物所為，根據民俗學家佐佐木喜善在1926年評論道：「大概每個人都至少在某個地方聽過這個故事一次」。他能夠追溯到的這個故事最早的例子可追溯到1879年至1887年之間，當時鐵路正進入日本，並開始在全國範圍內擴散時，這個故事也傳播開來。
其中根據常磐線的傳說如下：

在明治時代，東京都葛飾區龜有等地常發生怪異現象，當夜深人靜時，常常能聽到汽車行駛在鐵軌上的聲音。當汽笛聲從前方傳來時，會看到另一輛車從相反的方向駛向這裡。列車駕駛會緊張地煞車，但那輛車卻在即將發生碰撞時突然消失了。某個晚上，怪現象連連發生。當一個機車司機正在駕駛火車時，那輛假汽車出現了並向他們駛來。機車司機認為這只是幻覺而沒有煞車，正當以為會發生碰撞時，伴隨著一聲尖叫，假汽車突然消失了。
第二天早上，鐵路成員調查了周圍情況，發現了被火車輾死的狸屍體。看到這一幕的人們傳言，因為鋪設了鐵軌，導致棲身之所被破壞的狸化身成火車欺騙了人們。為了安葬這隻狸，人們在龜有
的寺廟建造了一個墳墓。現在，這個墓碑被保留在見性寺內，以「狸塚」的名字保存者。

根據加州大學戴維斯分校的日本教授麥可·迪倫·福斯特（Michael Dylan Foster）的說法，這個故事有許多寓意解釋，從工業對環境的對立到外來和本地文化的文化衝擊。他指出，這個故事的持續流行，部分原因是日本民眾對蒸汽火車時代持有複雜的態度：一方面提供了更好的交通工具，另一方面，它摧毀了或（隨著鐵路建設）徹底改變了自然環境，同化社會消除地方的差異。福斯特還提出，自象徵意義上來看，這個故事可以被解讀為傳統日本觀點與工業化革命和現代化的對立。這故事中使用了化狸的詭計和魔法力量，代表著傳統力量對抗變革的力量，最終卻悲劇的失敗。化狸的死不僅象徵著反對蒸汽火車的到來以及相應工業化的徒勞無功，更表明了對這種接受奉為民間故事的一部分。
這種現代與工業、傳統鄉村之間的裂痕在故事的其中一個結局中得到了反映，在1889年5月3日一家日本報紙上則提及到：「這樣的事情竟然發生在現代（明治時代）。」福斯特進一步認為，這個民間故事表達講述者心中對現代化的支持，強調了其時代不可避免的因果性。不過，最初鐵路通車後，並沒有任何報道提及狸被碾死或化身的傳聞，這是因為當時的駕駛是仍是英國人，根據松谷美由子指出，自從明治12年（1879年），火車駕駛改由日本人擔任後，偽汽車的傳說才逐漸傳開來。
民俗學家在1950年代中也提及幽靈狸列車的傳聞。其中一個故事的版本是以汽車為主，對向汽車的駕駛期望發生碰撞，但最終在路上發現一隻死去的狸，該故事在1935年之前就已經出現，但直到丹尼爾·克倫普·布坎南（Daniel Crump Buchanan）記錄下來後才為人所知。就像狸模仿蒸汽火車一樣，汽車當時對日本來說還是一個新事物，第一批汽車出現在大約20年前。
類似的故事也出現在高畑勳執導的1994年動畫電影《平成狸合战》中。在該電影中，一群狸透過幻覺和其他傳統魔法技能以阻止人類在家園上進行住宿建設計劃，但最終仍失敗了。

## 美國

### 林肯葬送列車
據說每年在亞伯拉罕·林肯逝世紀念日左右的時候，會有一輛幽靈葬送列車定期從華盛頓特區開往伊利諾伊州斯普林菲爾德，當它經過時，周圍地區的手錶和時鐘都會停止走動。
民俗學家路易斯·C·瓊斯（Louis C. Jones）當時是紐約州教師學院的英語副教授。1945年，他講述了一個紐約的林肯追悼幽靈列車的故事，他發現這個故事至少在一代人之前就被芝加哥記者洛伊德·劉易斯（Lloyd Lewis）記錄下來，洛伊德·劉易斯是《林肯之後的神話》的作者，他在一家奧爾巴尼報紙上講述了這個故事。根據1945年版本，幽靈列車在每年四月的某一天，會沿著哈萊姆線行駛，當這列火車經過時，所有的時鐘都會停止走動（實際上有兩列火車，第一列是一支幽靈樂隊演奏無聲樂器，第二列是載著棺材的平板車）。他指出在故事的較早版本中，這列火車是沿著紐約中央鐵路哈德遜線行駛的，這才是正確的路線。

### 其他州的幽靈列車
在美國各個州都有幾個關於幽靈列車的民間傳說。其中路易斯安那州的民間傳說收集記錄了巴吞鲁日的一條路，提到「偶爾也會在舊橋上看到一輛幽靈列車的燈光。它尖銳而孤獨的汽笛已經在橋附近被聽到了很多次」。
在北卡羅來納州的艾瑞德爾縣有個一列幽靈列車會經過該地區的傳說，該傳說認為1891年在那個地點發生了一次列車事故，「每逢事故週年紀念日，都會再次上演那場致命的場景」，跡象包括「金屬摩擦聲、乘客的尖叫聲和守衛的光亮」。2010年8月，29歲的克里斯多夫·凱撒（Christopher Kaiser）和一群人在軌道附近等候幽靈列車時被一輛真正的火車撞死了。德克萨斯州聖安東尼奧市也曾有關一起事故幽靈的傳說，當時的受害者因被迫穿越鐵路而喪生後，靈魂則遊蕩在鐵軌的周圍。 

## 其他
其他國家也有幾個幽靈列車。其中斯德哥爾摩的銀色列車是幾個瑞典都市傳說中均提及到的幽靈列車。
在加拿大，聖路易斯幽靈列車是指一輛在夜間可以在艾伯特亲王城和薩斯喀徹溫省的聖路易斯之間一條廢棄舊鐵路所目擊的幽靈列車，當地兩名學生因調查並最終複製這一現象而獲得獎勵，他們確定這一現像是由於遠處車輛燈光的衍射所致。根據加拿大鐵路的歷史記錄，薩斯喀徹溫省的一個城鎮曾講述了一個幽靈列車的故事。該列車出現的地點是城鎮以北約八公里處的一個舊鐵路平交道，另一個來自加拿大的故事源自1908年5月，講述了一輛具有致盲燈光的幽靈列車，行駛在不存在的軌道上的故事。

## 另見
- 如月車站

### 書籍
- 多田克己.  IV. 新紀元社（日语：新紀元社）. 1990-12. ISBN 978-4-915146-44-2.
- 松谷みよ子（日语：松谷みよ子）. . ちくま文庫（日语：ちくま文庫） 3. 筑摩書房. 2003-6 [1996]. ISBN 978-4-480-03813-5.
- 村上健司（日语：村上健司）. . 角川書店. 2005-4. ISBN 978-4-04-102932-9.
- 常光徹（日语：常光徹）. . 福田晃（日语：福田晃）; 渡邊昭五（日语：渡邊昭五）  (编). . 講座 日本の伝承文学 10. 三弥井書店. 2004. ISBN 4838231342.
- Foster, Michael Dylan. . Asian Ethnology. 2012, 71 (1): 3–29.
- Johnson, T. W. . Asian Folklore Studies (Nanzan University). 1974, 33 (1): 35–68. JSTOR 1177503. doi:10.2307/1177503.
- Casal, U. A. . Folklore Studies (Nanzan University). 1959, 18: 1–93. JSTOR 1177429. doi:10.2307/1177429.
- Jones, Louis C. . New York History (Cornell University Press). April 1945, 26 (2): 177–188. JSTOR 23149565.
- Swayne, Matthew L. . Llewellyn Publications. 2019. ISBN 978-0738761336.